# چوبکان
چوبکان (نام علمی: Phasmatidae) نام یک تیره از راسته چوبک‌سانان است.